# Singapura nos Jogos Olímpicos de Verão de 1968
Singapura competiu nos Jogos Olímpicos de Verão de 1968, realizados em Cidade do México, México.